# Georges Groussard (officier)
Pour les articles homonymes, voir Georges Groussard et Groussard.
Georges Groussard, né le 21 novembre 1891 à Saint-Martin-lès-Melle (Deux-Sèvres) et décédé le 22 mars 1980 à Opio (Alpes-Maritimes), plus connu sous le nom de colonel Groussard, est un militaire français.

## Officier d’active dans les années 1930
Saint-Cyrien de la promotion des « Marie-Louise » (1911-1913), officier de « la Coloniale », Georges Groussard avait été très actif avant la Seconde Guerre mondiale dans les réseaux anticommunistes de l'armée liés à ce que l'on appelle « Cagoule militaire ». Au milieu des années 30, il crée avec le capitaine Jean Chrétien un réseau clandestin anticommuniste au sein de l'armée qui fusionne en août 1936 avec le réseau Corvignolles de Georges Loustaunau-Lacau, dirigé dans un premier temps par les trois hommes, puis par Georges Loustaunau-Lacau seul après la mutation de Groussard et Chrétien,,.  
Il est chef d'état-major de la région de Paris en juin 1940.

## «Vichyste patriote»

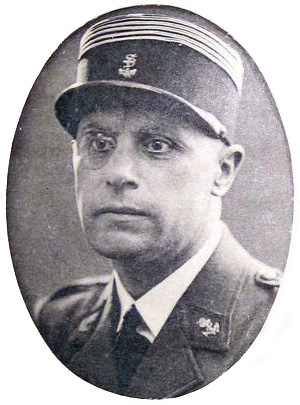
Le colonel Groussard, vers 1940.

Il rejoint l'armée d'armistice de Vichy et rêve, avec Loustaunau-Lacau de construire une armée clandestine à partir de ceux qu'il appelle les Vichyssois anti-nazis. Il crée, dans le cadre des services de Vichy, le Centre d'informations et d'études (CIE), service de renseignement (SR) couplé d'un service action, les Groupes de protection (GP). C'est à ce titre qu'il est chargé, le 13 décembre 1940, de procéder à l'arrestation de Pierre Laval, mais le régime nazi n'accepte pas cette intervention qu'il considère comme une tentative pour s'emparer du pouvoir, et envoie ses troupes le libérer. Les groupes de protection sont officiellement dissous, Groussard est désavoué. Le CIE est officiellement dissous le 20 décembre mais continue à fonctionner officieusement - et non clandestinement - en bénéficiant des fonds spéciaux.
Le Centre d’information et d’étude et des Groupes de protection, en tant que telles, ne sont que vichystes et appartiennent à l’appareil répressif de l’État français : « l’analyse historique ne permet pas de classer [cette structure] comme résistante ». Elle a cependant été vécue comme résistante par certains de ses membres, mais pas par Groussard lui-même, qui comme il l’écrivit constitue « une police politique auxiliaire acquise aux idéaux de la Révolution nationale ».
En fin de l'année 1940, le général Cochet, vichysto-résistant de la première heure qui signe ses appels de son nom, prend ses premiers contacts à Vichy dans la frange patriote de l'appareil d'État mais Groussard lui adresse une fin de non recevoir. Tout au contraire, Groussard, en tant qu’inspecteur général des services de la sureté nationale, adresse à Joseph Darnand, alors directeur du CIE pour la région de Marseille, un ordre de recherches concernant l’activité du général Cochet et à la fin du mois essaie d'infiltrer un homme dans son groupe.
Selon Denis Peschanski et Laurent Douzou, la création du CIE s’apparente d’abord à la création d'une police politique parallèle au sein de l’appareil d'Etat vichyste. Ceci fait, Groussard mène une action officieuse avec l’aval d'autorités, qui de surcroît la financent, ce qui ne l’inscrit pas dans la clandestinité de l’action résistante. Antoine Marchi, ancien cagoulard lui-même et membre du Groupe de Protection, est arrêté car il semble être l'éminence grise de l'assassinat de Marx Dormoy, en juillet 1941, ministre du Front populaire qui avait réprimé la Cagoule. Après sa dissolution officielle, le Centre d'informations et d'études est confié au commandant Labat, qui l’anime clandestinement à son domicile, avant de le faire revivre sous une autre étiquette avouable : le service de renseignements anti-maçonniques, dont les activités étaient larges (Labat transmettait à Vichy des fiches à la fois sur des agents allemands et sur des gaullistes et des communistes).
En juin 1941, Groussard part à Londres pour tenter de convaincre Winston Churchill, qu’il rencontre le 14, d’établir un contact à la demande du général Huntzinger, ministre de la Guerre. Selon le compte-rendu que fait Philip John Stead (en) de la rencontre, sa mission est officieuse car si Pétain est au courant, Darlan a été soigneusement tenue à l’écart. Churchill reproche au gouvernement et à Pétain, qui « n’est pas capable d'assumer la tâche qu'il voudrait accomplir », de ne rien faire pour faciliter la tâche de son ancien allié : « Il est aussi honteux que ridicule pour la France d'essayer de pratiquer le jeu de balancé entre ses alliés et ses ennemis, comme Vichy le fait ». Groussard promet de revenir avec des consignes.
Il est arrêté à son retour, le 15 juillet 1941, sur ordre de Darlan.

## Réseau clandestin
Libéré, à nouveau arrêté au retour de Laval puis relâché, il passe en Suisse en novembre 1942 après une troisième tentative d’arrestation où il réactive des réseaux de renseignements militaires baptisés pour l'occasion « Réseaux Gilbert » et qu'il fait travailler pour l'Intelligence Service. 

## Après-guerre
À la Libération, il refuse le grade de général que lui propose Charles de Gaulle. Il quitte l'armée et reste un antigaulliste viscéral. Il prend parti pour le général Salan en 1962.
Il sera mis en cause par Maîtres Maurice Garçon et Chadirat, défenseurs de René Hardy, sur son rôle dans la police de Vichy. Groussard les défiera en duel et adressera deux lettres aux avocats.  
En 1964, il publie ses mémoires de guerre : Service secret 1940-1945, aux Éditions de la Table ronde. Au-delà de la relation de sa résistance, l'argument du livre est de démontrer que Salan en 1962 était dans la même situation que de Gaulle en 1940.

## Vie privée
Il se marie en janvier 1914 avec Véra Bernstein (1892-1971). Ils auront 5 enfants, leur fils Serge sera arrêté par la Gestapo et déporté. Après le décès de Véra Bernstein le 27 juillet 1971, le colonel Groussard épouse en décembre 1971 en secondes noces Suzanne Kohn, sœur d'Antoinette Sasse, ancienne collaboratrice de Jean Moulin. Suzanne avait été sa compagne et secrétaire.

## Distinctions
- Croix de guerre 1914–1918
- Commandeur de la Légion d'honneur

## Publications
- Chemins secrets, Bader-Dufour, 1948 (2 tomes).
- Service secret 1940-1945,  La Table ronde, 1964. In-8, broché, 606 pages.
- L'armée et ses drames, La Table Ronde, 1968.

### Bibliographie

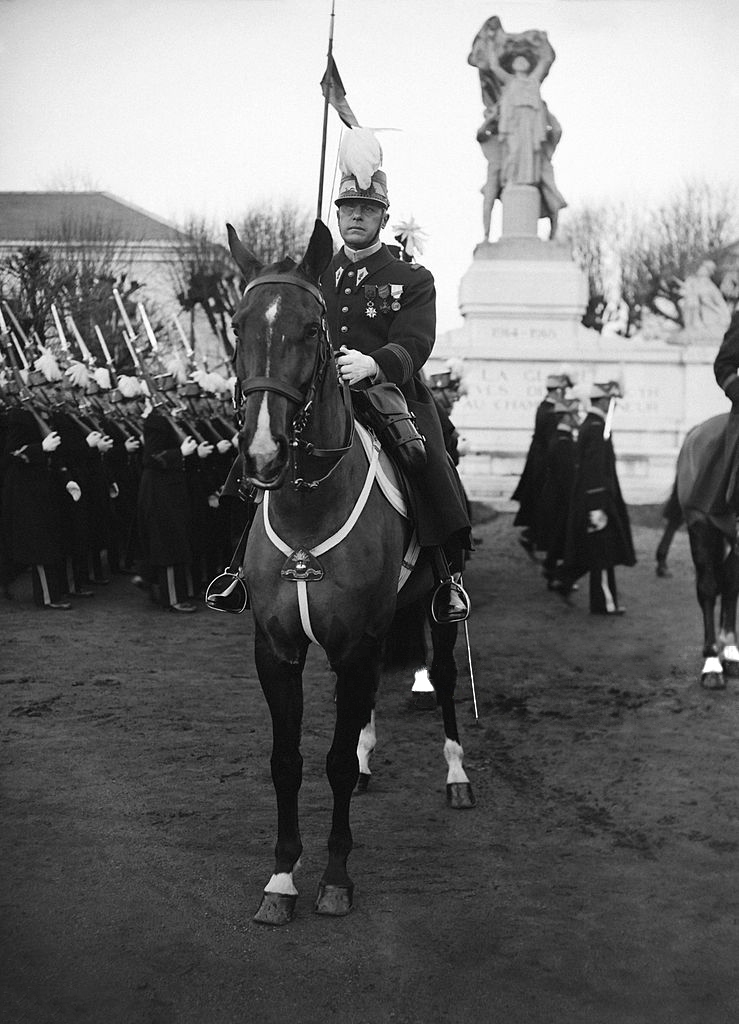
Le colonel Groussard, commandant en second de Saint-Cyr, lors d'une cérémonie dans la cour de l'école militaire en mars 1938.